# Eupithecia bradorata
Eupithecia bradorata är en fjärilsart som beskrevs av Mcdunnough. Eupithecia bradorata ingår i släktet Eupithecia och familjen mätare. Inga underarter finns listade i Catalogue of Life.